# Õnne Kurg
Õnne Kurg (* 8. März 1973 in Rakke) ist eine ehemalige estnische Skilangläuferin.

## Werdegang
Kurg, die für den Tamsalu AO Ski Club startete, belegte bei den Nordischen Skiweltmeisterschaften 1997 in Trondheim den 67. Platz über 5 km klassisch und den 49. Rang über 30 km klassisch. Im folgenden Jahr lief sie bei den Olympischen Winterspielen in Nagano auf den 73. Platz über 5 km klassisch, auf den 61. Rang in der Verfolgung, auf den 48. Platz über 30 km Freistil sowie auf den 40. Rang über 15 km klassisch. Bei den Nordischen Skiweltmeisterschaften 1999 in Ramsau am Dachstein kam sie auf den 55. Platz über 5 km klassisch, auf den 47. Rang in der Verfolgung und zusammen mit Kristina Šmigun-Vähi, Katrin Šmigun und Cristel Vahtra auf den zehnten Platz in der Staffel. In den folgenden Jahren nahm sie am Marathon-Cup teil und errang dabei im Jahr 2002 den dritten Platz beim Tartu Maraton sowie im folgenden Jahr den vierten Platz in der Gesamtwertung. In ihrer letzten aktiven Saison 2005/06 gewann sie den Tartu Maraton und holte in Otepää mit dem 30. Platz über 10 km klassisch ihren einzigen Weltcuppunkt.

## Teilnahmen an Weltmeisterschaften und Olympischen Winterspielen

### Olympische Winterspiele
- 1998 Nagano: 40. Platz 15 km klassisch, 48. Platz 30 km Freistil, 61. Platz 10 km Verfolgung, 73. Platz 5 km klassisch

### Nordische Skiweltmeisterschaften
- 1997 Trondheim: 49. Platz 30 km klassisch, 67. Platz 5 km klassisch
- 1999 Ramsau am Dachstein: 10. Platz Staffel, 47. Platz 10 km Verfolgung, 55. Platz 5 km klassisch